# 磯村淳
磯村 淳（いそむら すなお）は、日本の元卓球選手。現役時代は日本代表として世界卓球選手権で銀メダル獲得など活躍した。国際卓球連盟世界ランキング最高位は14位。

## 経歴
中学で卓球部に入部。かつては攻撃型だったが、1956年に東京で開催された第23回世界卓球選手権でのロゼアヌ (ルーマニア) のプレーに魅了され、カット主戦型に転向 。
1959年度、高校選手権個人の部で優勝。
1960年度、高校選手権で中田光子と出場したダブルスで優勝。
1963年度、全日本大学総合卓球選手権大会団体の部では専修大学を優勝に導き、敢闘賞に選出された。国民体育大会卓球競技では一般の部で東京都代表として関正子らと優勝。
1964年度、ソウル (韓国) で行われたアジア卓球選手権では女子ダブルスで銀メダル。団体で金メダル獲得。国体では一般の部で東京代表として2連覇。全日本卓球選手権大会はシングルス決勝で山中教子に2-3で敗れ準優勝。大城昌子と出場した女子ダブルス決勝で関 / 竹下ナツミ組に0-2で敗れ準優勝。日比野多賀治と出場した混合ダブルス決勝でも三木圭一 / 関組に1-2で敗れ、3種目とも準優勝。
1965年度、リュブリャナ (ユーゴスラビア) で行われた第28回世界卓球選手権で深津尚子と出場した女子ダブルスで16強。団体は銀メダル。世界ランク14位。
1966年度、バンコク (タイ) で行われたアジア大会では森沢幸子と出場した女子ダブルスで銅メダル。深津、森沢、山中と出場した団体で金メダル獲得。全日本選手権で橋本トシ子と出場した女子ダブルス決勝で浅枝敏子 / 直井敏子に1-2で敗れ準優勝。